# Jason Dohring
Jason William Dohring (Toledo, Ohio, 30 de março de 1982) é um ator americano. Ele é mais conhecido por ter interpretado Logan Echolls  em Veronica Mars.

## Biografia
Jason é filho do empresário Doug Dohring com Laurie Dohring, é o mais velho de cinco filhos. Tem quatro irmão gêmeos, Robert e Jonathan Dohring, e Kelsey e Kirsten Dohring. Ambos os gêmeos já tiveram alguma experiência atuando, seguindo os passos do irmão mais velho. Suas irmãs fizeram parte do elenco de Growing Pains. Jason é da segunda geração de uma família de cientologistas. Ele é também um exímio esquiador e também gosta de snowboard, esqui aquático, golfe e boxe. Casou-se com Lauren Kutner em 2004.

## Carreira
Jason deu início a sua carreira, fazendo comerciais de TV, em seguida começou a aparecer em pequenos papéis em séries, que incluem, Roswell, 100 Deeds for Eddie McDowd, Cold Case, The Division, Judging Amy, JAG, The Parkers e Boston Public. Ele também estrelou em alguns filmes como Walking on Water, Train Quest, Deep Impact, Black Cadillac, The Deep Below e Broken Record, bem como no filme da Disney Channel, Ready To Run. No entanto, ele é mais conhecido por seu papel como o rico garoto Logan Echolls na série de televisão Veronica Mars. A série foi originalmente exibida na UPN até o fechamento da rede e foi renovada para uma terceira temporada em 2006 na nova rede, The CW. Em 2006, Jason foi indicado ao prêmio de Melhor Ator (coadjuvante/secundário) em uma Série de Drama por seu trabalho em Veronica Mars. Em 2007, ele estrelou no filme The Deep Below, como Will Taylor. Após o cancelamento de Veronica Mars, Jason  continuou trabalhando na Warner Bros e CBS, co-estrelando na série televisiva Moonlight. Ele interpretou  Josef Kostan, um sarcástico vampiro de 400 anos de idade. A série foi cancelada em 2008, após a primeira temporada.

## Filmografia
| Ano  | Título                | Papel            | Notas          |
| 2014 | Veronica Mars (filme) | Logan Echolls    |                |
| 2010 | Body Politic          | Charlie          | Para TV        |
| 2008 | Struck                | Roommate         | Curta-metragem |
| 2007 | The Deep Below        | Will Taylor      |                |
| 2004 | Wedding Daze          | Font             | Para TV        |
| 2003 | Black Cadillac        | Robby            |                |
| 2001 | Train Quest           | Joseph           |                |
| 2000 | Ready to Run          | B. Moody         | Para TV        |
| 1998 | Impacto Profundo      | Jason Thurman    |                |
| 1995 | Journey               | Cooper McDougall | Para TV        |
| 1994 | Prehysteria! 2        | Roughneck #2     | Voz            |
| 1994 | Someone She Knows     | Billy            | Para TV        |

## Televisão
| Ano                | Título                     | Papel              | Notas        |
| 2017               | iZombie                    | Chase Graves       |              |
| 2015               | The Originals              | Will Kinney        |              |
| 2012               | Supernatural               | Khronos            | 1 episódio   |
| 2011/2012          | Ringer                     | Mr. Carpenter      | 9 episódios  |
| 2010               | Lie To Me                  | Martin Walker      | 1 episódio   |
| 2009               | Washingtonienne            | Spencer            | 1 episódio   |
| 2009               | Party Down                 | Greg               | 1 episódio   |
| 2008 / 2007        | Moonlight                  | Josef Kostan       | 16 episódios |
| 2019 / 2007 / 2004 | Veronica Mars              | Logan Echolls      | 64 episódios |
| 2004               | The Division               | Wes                | 2 episódios  |
| 2004               | Cold Case                  | Dominic LaSalle    | 1 episódio   |
| 2004               | Judging Amy                | Simon Hadlock      | 1 episódio   |
| 2003 / 2002        | Boston Public              | Ian Bridgeman      | 2 episódios  |
| 2002               | JAG                        | James Oliphant     | 1 episódio   |
| 2001               | The Parkers                | Garoto nerd        | 1 episódio   |
| 2001               | Roswell                    | Jerry              | 1 episódio   |
| 2000               | Once and Again             | Coop               | 1 episódio   |
| 1999               | 100 Deeds for Eddie McDowd | Human Eddie McDowd | 1 episódio   |
| 1996               | Mr. Rhodes                 | Jared              | 1 episódio   |
| 1996               | Picket Fences              |                    | 1 episódio   |
| 1995               | Baywatch                   | Isaac Klein        | 1 episódio   |